# Alionematichthys
Alionematichthys es un género de peces marinos actinopeterigios, distribuidos en su mayoría por el oeste del océano Pacífico y el océano Índico, con la especie A. minyomma en el océano Atlántico.

## Especies
Existen once especies reconocidas en este género:
- Alionematichthys ceylonensis Møller y Schwarzhans, 2008
- Alionematichthys crassiceps Møller y Schwarzhans, 2008
- Alionematichthys minyomma (Sedor y Cohen, 1987)
- Alionematichthys phuketensis Møller y Schwarzhans, 2008
- Alionematichthys piger (Alcock, 1890)
- Alionematichthys plicatosurculus Møller y Schwarzhans, 2008
- Alionematichthys riukiuensis (Aoyagi, 1954)
- Alionematichthys samoaensis Møller y Schwarzhans, 2008
- Alionematichthys shinoharai Møller y Schwarzhans, 2008
- Alionematichthys suluensis Møller y Schwarzhans, 2008
- Alionematichthys winterbottomi Møller y Schwarzhans, 2008